# Шарманов, Торегельды Шарманович
Торегельды Шарманович Шарманов (19 октября 1930, Карсакпайский район, КазАССР — 25 мая 2024) — советский и казахский государственный деятель, учёный, гигиенист-нутрициолог. доктор медицинских наук (1967), профессор (1968). академик НАН РК (1994). Министр здравоохранения Казахской ССР (1971—1982). Президент Казахстанской академии питания (1988—2024).
Герой Труда Казахстана (2022), заслуженный деятель Казахстана (2001). Лауреат двух Государственной Премии Республики Казахстан в области науки и техники (2001, 2019). Лауреат Государственная премия мира и прогресса Первого Президента Республики Казахстан — Лидера нации (2020).

## Биография
Родился 19 октября 1930 года в селе Улытау Карагандинской области.
В 1949 году поступил на лечебный факультет Карагандинского государственного медицинского института, который окончил с отличием.
В 1961 году защитил диссертацию на учёную степень кандидата медицинских наук, тема диссертации: «Материалы по экспериментальному изучению влияния синтомицина и левомицетина на кровь».
В 1968 году защитил диссертацию на учёную степень доктора медицинских наук, тема диссертации: «Гиповитаминоз С в Казахстане и его влияние на иммунобиологическую реактивность организма при бруцеллёзе».

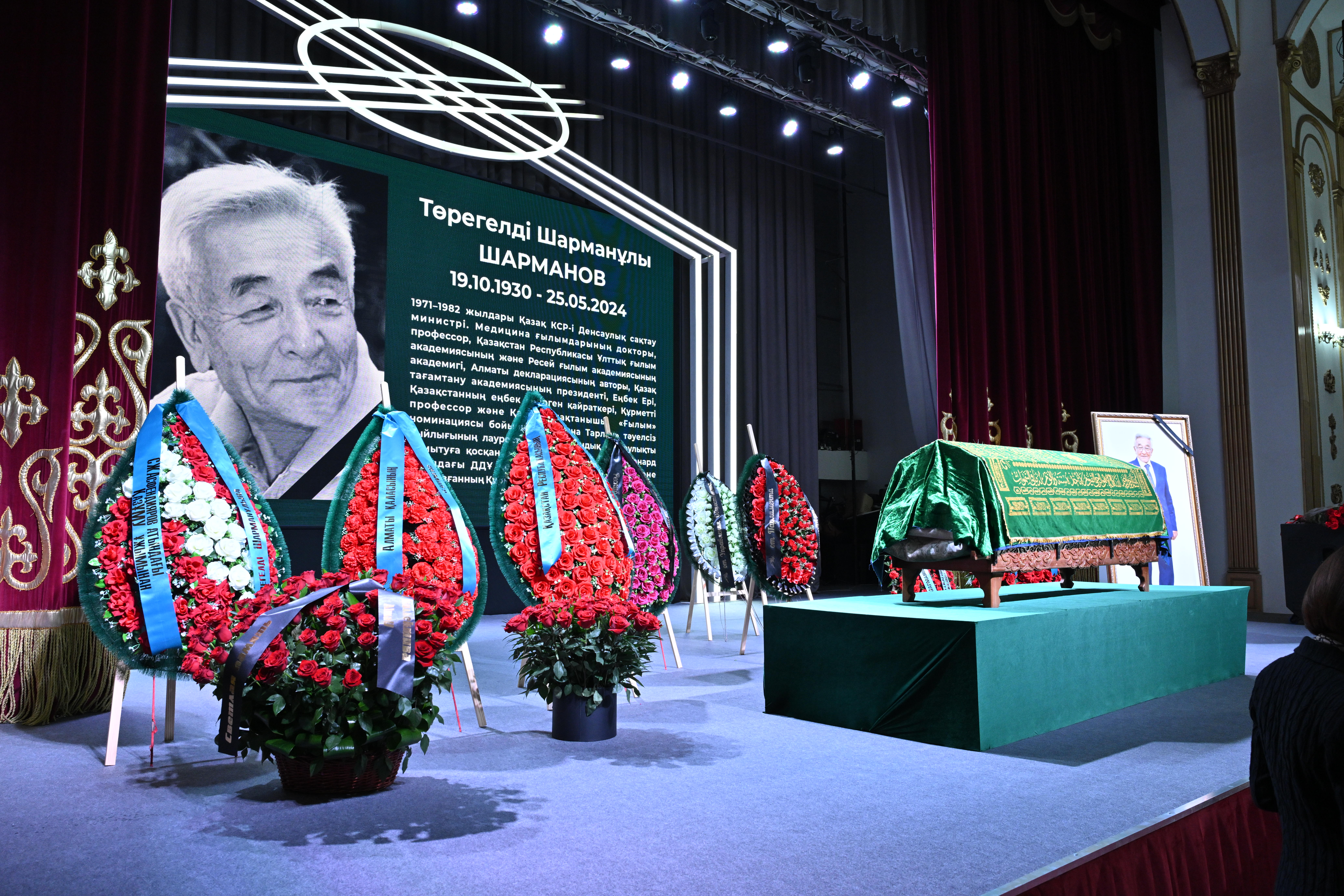
Церемония прощания с Торегельды Шармановым, 26 мая 2024

Скончался 25 мая 2024 года на 94-м году жизни. Похоронен на Кенсайском кладбище.

## Трудовая деятельность
С 1958 по 1962 годы — главный врач Улытауской центральной районной больницы Карагандинской области.
С 1962 по 1968 годы — начальник отдела питания в НИИ краевой патологии Министерства здравоохранения Казахской ССР.
С 1968 по 1971 годы — заведующий кафедрой фармакологии, ректор Актюбинского государственного медицинского института.
С 1971 по 1982 годы — Министр здравоохранения Казахской ССР.
С 1973 по 1984 годы — директор Казахского филиала Института питания АМН СССР.
С 1985 по 1988 годы — заведующий кафедрой питания института усовершенствования врачей и лабораторией клинической витаминологии Института питания АМН СССР.
С 1988 года и до конца жизни — директор Института региональных проблем питания АМН СССР (в настоящее время — президент Казахская академия питания).

## Научное творчество
Основал такие принципиально новые и фундаментальные по значению научные направления, как межнутриентные взаимодействия в обмене веществ, фармакология питания и иммунология питания, диетотерапия с использованием национальных продуктов питания.
Наиболее значительным вкладом академика Т. Ш. Шарманова в мировое и отечественное здравоохранение явилось проведение по его инициативе в 1978 году в Алма-Ате Международной конференции по первичной медико-санитарной помощи под эгидой ВОЗ и ЮНИСЕФ. На конференции была принята Алма-Атинская Декларация, по сей день являющаяся одним из основополагающих документов в мировом здравоохранении, в которой впервые была изложена концепция организации национальной системы первичной медико-санитарной помощи.
Основатель школы нутрициологов в Казахстане. Является руководителем международных научно-технических проектов по ликвидации таких важнейших микронутриентных дефицитов, как железодефицитная анемия, дефицит витамина А и фолиевой кислоты, йододефицита, поддержке грудного вскармливания, разработке норм в основных пищевых веществах и энергии для различных групп населения, разработке новых методов целенаправленной иммунокоррекции при различных заболеваниях, разработке целого ряда новых специализированных продуктов питания с направленными медико-биологическими свойствами, медико-демографических исследований, выполняемых при сотрудничестве авторитетных международных организаций, а также различных министерств и ведомств СНГ и РК.
Под его руководством построен не имеющий аналогов на территории СНГ завод по производству детского питания «Завод Казахской академии питания „Амиран“» производительностью 15 тонн готовой продукции в сутки, внедрены в практику здравоохранения принципиально новые продукты детского питания, ряд лечебно — профилактических продуктов питания.

## Основные достижения
Член редакционного совета научно-практического журнала «Вопросы питания» (г. Москва), член Высшей научно-технической комиссии при Правительстве РК, член Республиканских научных обществ биохимиков, гастроэнтерологов и нутрициологов, аллергологов и иммунологов, гигиенистов, терапевтов, член комитета экспертов ВОЗ по питанию, один из организаторов Алма-Атинской конференции ВОЗ и ЮНИСЕФ по первичной медико-санитарной помощи (г. Алма-Ата, 1978 г.);
Автор «Национальной политики питания Республики Казахстан» (1996).

## Основные труды
- 1996 — «Медико-демографические исследования» (Калвертон, США).
- 1998 — «Долгое восхождение к праву на здоровье», Алматы, «Атамура».
- 1999 — «Медико-демографические исследования» (Калвертон, США).
- 2000 — «Казахстан в контексте глобальных проблем питания» (Алматы).
- 2001 — «Общенациональное исследование состояния питания населения» (Алматы).
- 2003 — «Мировое здравоохранение до и после великой Алма-Атинской конференции».
- 2007 — «Национальное руководство по питанию женщин репродуктивного возраста, беременных и кормящих матерей».
- 2008 — «О профилактике анемии, йододефицита и дефицита витаминов у школьников», «Школьное питание». Алматы.
- 2008 — «Алматинский рубеж мирового здравоохранения» (2008 г. на английском, казахском, русском, французском и испанском языках) и др.

## Награды и звания
- 1969 — Медаль «За трудовую доблесть»
- 1970 — Медаль «В ознаменование 100-летия со дня рождения Владимира Ильича Ленина»
- 1976 — Орден Октябрьской Революции
- 1980 — Орден Дружбы народов
- 1995 — Орден Парасат[3]
- 2001 — Заслуженный деятель Казахстана
- 2001 — Государственная Премия Республики Казахстан в области науки и техники[4]
- 2010 — Орден Достык 1 степени из рук президента Республики Казахстан в Акорде.[5]
- 2016 — Орден «Барыс» 3 степени[6]
- 2018 — Орден Ахмета Байтурсынулы РК
- Награждён правительственными, государственными и ведомственными медалями СССР и Республики Казахстан.
- Почётная грамота Верховного Совета Казахской ССР
- Благодарственное письмо Первого Президента Республики Казахстан с вручением нагрудного знак «Алтын барыс».
- Независимая премия Казахстана «Платиновый Тарлан» в номинации наука.
- лауреат Фонда ВОЗ имени Леона Бернарда за выдающийся вклад в развитие мирового здравоохранения
- 2012 — Почётный гражданин Алматы и Жезказгана.
- 2019 — Государственная Премия Республики Казахстан в области науки и техники за цикл работ на тему «Инновационные кластеры по научной разработке и промышленному производству детских и лечебно-профилактических продуктов питания с национальным содержанием»[7]
- 2020 (8 декабря) — Государственная премия мира и прогресса Первого Президента Республики Казахстан — Елбасы — за выдающийся вклад в развитие сферы медицины, укрепление мира и дружбы, взаимного доверия между народами и в связи с 90-летием со дня рождения.[8]
- 2022 (18 марта) — Звание «Герой Труда Казахстана» с вручением знака особого отличия Золотая Звезда и ордена Отан;[9]